# 滨海南站 (天津市)
滨海南站，位于中华人民共和国天津市滨海新区海滨街道，是建设中的津潍烟高速铁路上的火车站。

## 建设历程
2022年1月10日，津潍高铁可行性研究报告正式获国家发改委批复。